# Donso
Donso (littéralement « chasseur » en bambara) est un groupe de musique électronique franco-malien.

## Biographie
Le groupe est né en 2004 à Paris de la rencontre entre Thomas Guillaume et Pierre-Antoine Grison sur le palier d'un immeuble. Grison est membre du label Ed Banger Records et Thomas Guillaume, joueur de donso n'goni, un instrument traditionnel malien. Ils sont rejoints par Gédéon Diarra, chanteur malien. À l'année de la formation du groupe, ils donnent leur premier concert. Plus tard, le groupe se produira également sur scène lors de nombreux concerts, notamment aux Transmusicales de Rennes en 2011, au festival Womad en 2012.
Pendant presque trois ans, le groupe explore un univers musical unique entre Bamako et Paris. Cette collaboration musicale débouche sur un premier EP en juin 2007, signé sur le label InFiné du DJ français Agoria. En 2011, leur premier album, Donso, sort sur le label Comet Records. Il est suivi en 2013 de l'album Denfila, en grande partie enregistré à Bamako, peu avant les événements.

## Discographie

### Albums studio
- 2011 : Donso (Comet Records)
- 2013 : Denfila (Comet Records)

### Singles et EP
- 2007 : Somono Foly (InFiné)
- 2011 : Space Goni (Comet Records)